# Bino Drummond
Bino Christopher James Drummond, född 22 juni 1982 i Fairfax i Virginia i USA, är en svensk moderat politiker som var kommunstyrelsens ordförande i Norrtälje kommun 2018–2023. Han var tjänstgörande riksdagsledamot åren 2012–2014 för Stockholms läns valkrets.

## Biografi
Drummond föddes i USA och har svensk mor och amerikansk far. Efter inledande år i USA flyttade han till Edsbro i Norrtälje kommun där han gick i skola och växte upp.
Bino har en examen i statsvetenskap från Stockholms universitet och har även studerat kommunikation och amerikansk politik vid Shenadoah University i Virginia. Efter examen arbetade han som politisk sekreterare för Moderaterna i Upplands Väsby kommun mellan 2007 och 2010. Efter valet 2010 började han som projektledare på Moderaterna i Stockholms kommun och län och ledde partiets länsförbunds politikutvecklingsprojekt. Den 19 mars 2012 kallades han in att tjänstgöra i riksdagen som ersättare. I riksdagen, där han tjänstgjorde fram till valet 2014, var han suppleant i civilutskottet.
Efter valet 2018 utsågs han till kommunstyrelsens ordförande i Norrtälje kommun. Han var även ordförande i kommunstyrelsens arbetsutskott samt ledamot i kommunfullmäktige.
Som första åtgärd efter valet 2022 höjde de framröstade politikerna i Norrtälje kommunfullmäktige sina egna arvoden med 26,9 procent, på Moderaternas förslag. I Drummonds fall som kommunstyrelsens ordförande skulle det ha gett 110 400 kronor i månaden. Beslutet bröt mot principen i kommunens policydokument för arvoden om att ordföranden ska erhålla 60% av en statsrådslön och höjde den till 60% av statsministerns lön. Beslutet väckte stor uppmärksamhet i riksmedia och mötte kraftig kritik vilket ledde till att Drummond senare sa att beslutet om löneförhöjning måste tas om.
Drummond representerade under en period USA:s innebandylandslag och deltog i innebandy-VM i Helsingfors 2002.